# Johannes Johannesen
Johannes Johannesen, född 1 mars 1997 i Stavanger, är en norsk professionell ishockeyspelare som spelar för Pelicans i Liiga. 